# Матијевићи (Кула Норинска)
Матијевићи су насељено место у саставу општине Кула Норинска, Дубровачко-неретванска жупанија, Република Хрватска.

## Историја
До територијалне реорганизације у Хрватској налазили су се у саставу старе општине Метковић. Као самостално насељено место, Матијевићи постоје од пописа 2001. године. Настало је издвајањем дела насеља Кула Норинска.

## Становништво
На попису становништва 2011. године, Матијевићи су имали 98 становника. За национални састав 1991. године, погледати под Кула Норинска.
| Број становника по пописима | Број становника по пописима | Број становника по пописима | Број становника по пописима | Број становника по пописима | Број становника по пописима | Број становника по пописима | Број становника по пописима | Број становника по пописима | Број становника по пописима | Број становника по пописима | Број становника по пописима | Број становника по пописима | Број становника по пописима | Број становника по пописима | Број становника по пописима |
| --------------------------- | --------------------------- | --------------------------- | --------------------------- | --------------------------- | --------------------------- | --------------------------- | --------------------------- | --------------------------- | --------------------------- | --------------------------- | --------------------------- | --------------------------- | --------------------------- | --------------------------- | --------------------------- |
| 1857                        | 1869                        | 1880                        | 1890                        | 1900                        | 1910                        | 1921                        | 1931                        | 1948                        | 1953                        | 1961                        | 1971                        | 1981                        | 1991                        | 2001                        | 2011                        |
| 0                           | 0                           | 22                          | 25                          | 34                          | 39                          | 0                           | 0                           | 67                          | 80                          | 75                          | 75                          | 93                          | 246                         | 100                         | 98                          |

Напомена: У 2001. настало издвајањем из насеља Кула Норинска. У 1857, 1869, 1921. и 1931. подаци су садржани у насељу Десне.